# Zhao Shuai
Zhao Shuai (en chino: 赵帅; Changzhou, 15 de agosto de 1995) es un deportista chino que compite en taekwondo.
Participó en dos Juegos Olímpicos de Verano, obteniendo dos medallas, oro en Río de Janeiro 2016 (–58 kg) y bronce en Tokio 2020 (–68 kg). En los Juegos Asiáticos de 2018 obtuvo una medalla de plata en la categoría de –63 kg.
Ganó tres medallas en el Campeonato Mundial de Taekwondo entre los años 2015 y 2019, y una medalla de bronce en el Campeonato Asiático de Taekwondo de 2016.

## Palmarés internacional
| Juegos Olímpicos    | Juegos Olímpicos         | Juegos Olímpicos  | Juegos Olímpicos |
| Año                 | Lugar                    | Medalla           | Categoría        |
| ------------------- | ------------------------ | ----------------- | ---------------- |
| 2016                | Río de Janeiro (Brasil)  | Medalla de oro    | –58 kg           |
| 2020                | Tokio (Japón)            | Medalla de bronce | –68 kg           |
| Campeonato Mundial  |                          |                   |                  |
| Año                 | Lugar                    | Medalla           | Categoría        |
| 2015                | Cheliábinsk (Rusia)      | Medalla de bronce | –58 kg           |
| 2017                | Muju (Corea del Sur)     | Medalla de oro    | –63 kg           |
| 2019                | Mánchester (Reino Unido) | Medalla de oro    | –63 kg           |
| Juegos Asiáticos    |                          |                   |                  |
| Año                 | Lugar                    | Medalla           | Categoría        |
| 2018                | Yakarta (Indonesia)      | Medalla de plata  | –63 kg           |
| Campeonato Asiático |                          |                   |                  |
| Año                 | Lugar                    | Medalla           | Categoría        |
| 2016                | Pásay (Filipinas)        | Medalla de bronce | –63 kg           |